# Казанская область

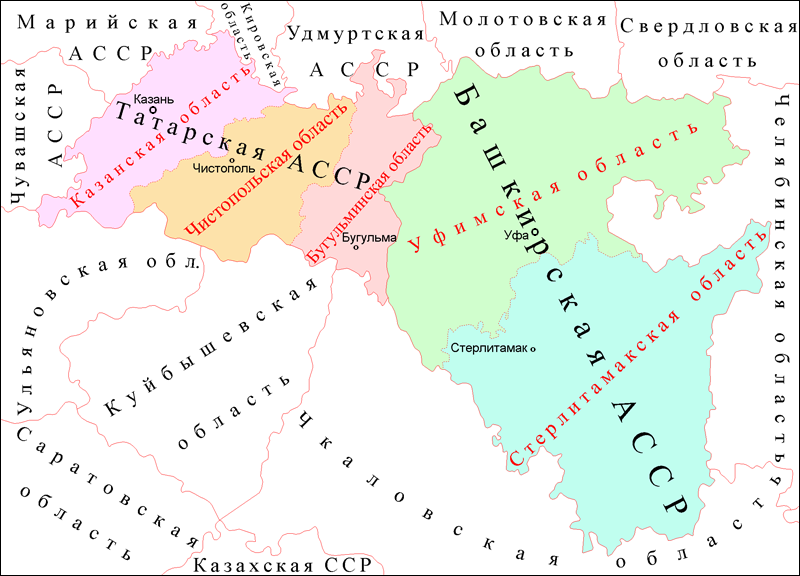
Области Татарской и Башкирской АССР в 1953 году

Каза́нская о́бласть (тат. Каза́н өлкәсе́) — административная единица на территории Татарской АССР (РСФСР), существовавшая с 8 мая 1952 года по 30 апреля 1953 года (ликвидирована).
Создана в результате эксперимента по областному переустройству территориально-административного состава автономных республик РСФСР на основании постановлений ЦК ВКП(б) от 19 и 24 апреля 1952 года «Об образовании областей в составе Татарской АССР».
В состав вошли западные и северные районы республики:
- город Казань (с оставлением его городом республиканского подчинения),
- город Зеленодольск,
- районы в их существовавших границах:
  - Агрызский, Апастовский, Арский, Атнинский, Балтасинский, Больше-Тарханский, Бондюжский, Будённовский, Буинский, Верхне-Услонский, Высокогорский, Дрожжановский, Дубъязский, Елабужский, Кайбицкий, Камско-Устьинский, Кзыл-Юлдузский, Кзыл-Юлский, Корноуховский, Красноборский, Кукморский, Лаишевский, Мамадышский, Мортовский, Нурлатский, Пестречинский, Подберезинский, Рыбно-Слободский, Сабинский, Столбищенский, Таканышский, Теньковский, Тетюшский, Тюлячинский, Ципьинский район, Чурилинский, Юдинский.

Административный центр области — Казань.
Первым секретарём Казанского обкома ВКП(б) был назначен Г. К. Ганеев, работавший до этого министром сельского хозяйства Татарской АССР. Председателем облисполкома был избран В. Головин, бывший до этого председателем Казанского городского Совета.
- 6 февраля 1953 года вышло постановление ЦК КПСС «Об образовании Бугульминской области в составе ТАССР» из частей Казанской и Чистопольской области, однако образоваться она не успела, все области Татарской АССР были упразднены на основании Постановления ЦК КПСС от 25 апреля 1953 «Об упразднении Казанской, Чистопольской и Бугульминской областей ТАССР»[1].